# Dornelas (Aguiar da Beira)
Dornelas es una freguesia portuguesa del concelho de Aguiar da Beira, con 13,96 km² de área y 769 habitantes (2001). Densidad de población: 55,1 hab./km².